# بلاوار
بلاوار (به مجاری:  Bélavár) یک شهرداری در مجارستان است که در ناحیه بارچ واقع شده‌است. بلاوار ۲۲٫۷۸ کیلومتر مربع مساحت و ۴۳۲ نفر جمعیت دارد.